# ATP Challenger Rümikon
Der ATP Challenger Rümikon (offiziell: Rumikon Challenger) war ein Tennisturnier, das 1988 und 1989 in Rümikon, Schweiz, stattfand. Es gehörte zur ATP Challenger Tour und wurde im Freien auf Sand gespielt. Markus Zoecke ist mit je einem Titel im Einzel und Doppel der einzige mehrfache Sieger.

## Liste der Sieger

### Einzel
| Jahr | Sieger          | Finalgegner     | Ergebnis      |
| ---- | --------------- | --------------- | ------------- |
| 1988 | Jaroslav Bulant | Roland Stadler  | 6:3, 6:7, 6:2 |
| 1989 | Markus Zoecke   | Francisco Yunis | 6:2, 6:2      |

### Doppel
| Jahr | Sieger                    | Finalgegner                         | Ergebnis      |
| ---- | ------------------------- | ----------------------------------- | ------------- |
| 1988 | Jan Apell Veli Paloheimo  | András Lányi László Markovits       | 7:5, 6:7, 6:3 |
| 1989 | Libor Pimek Markus Zoecke | Russell Barlow Harald Rittersbacher | 6:3, 6:4      |